# ラウロ・ジ・フレイタス
ラウロ・ジ・フレイタス（Lauro de Freitas）は、ブラジルのバイーア州にある都市。州都サルヴァドールの20km北東に位置し、都市圏の一部である。人口は20万1635人（2020年）。面積は57平方キロメートル。メトロ・デ・サルヴァドールが乗り入れる計画がある。

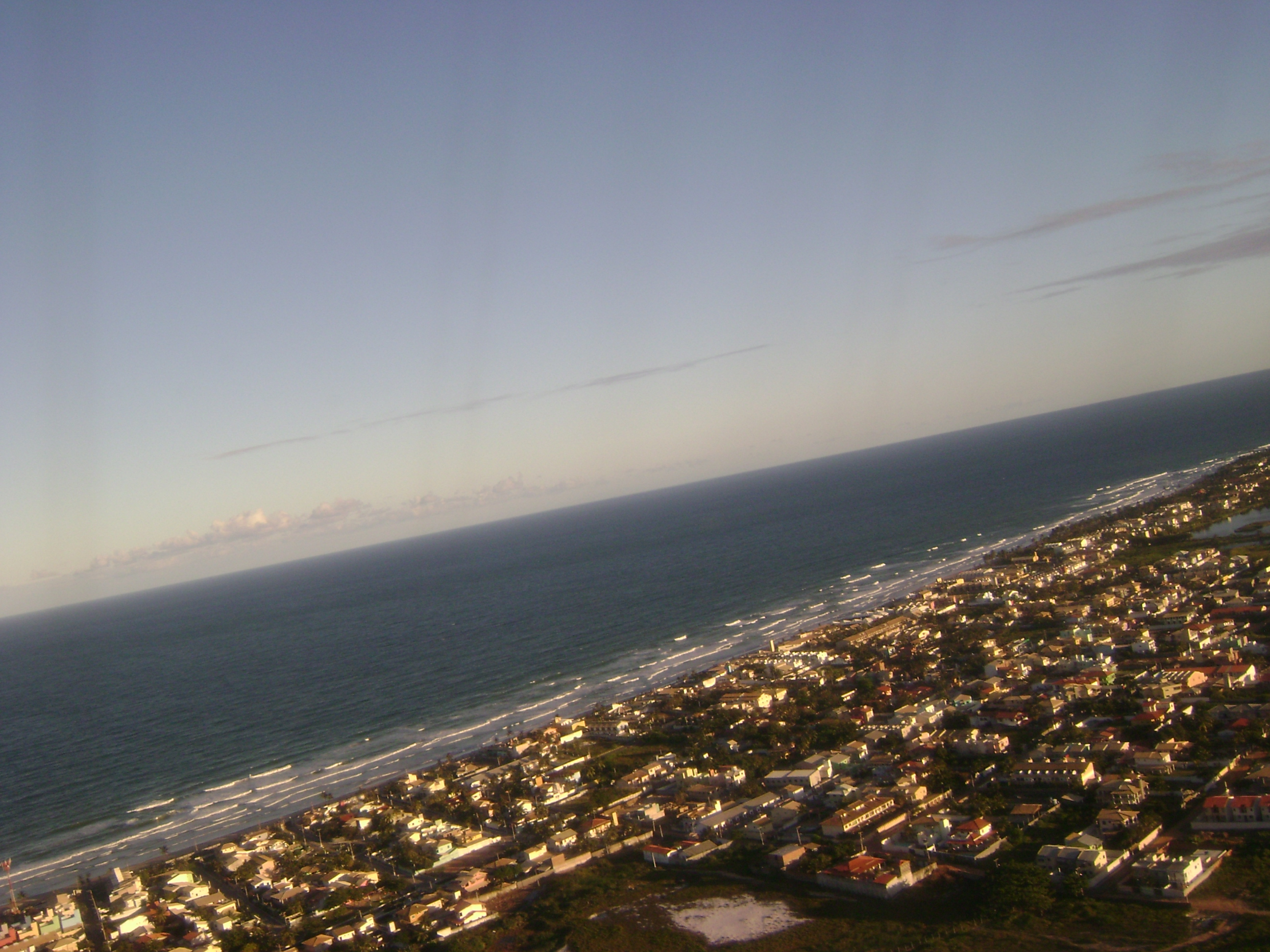

州内の位置